# Masud Pezeszkian
Masud Pezeszkian (ur. 29 września 1954 w Mahabadzie) – irański lekarz i polityk, przedstawiciel mniejszości azerskiej, w latach 2001–2005 minister zdrowia, trzykrotny kandydat w wyborach prezydenckich (w latach 2013, 2021 i 2024), od 2024 prezydent Iranu.

## Życiorys
Urodził się 29 września 1954 r. w Mahabadzie w zdominowanym przez Kurdów i Azerów Zachodnim Azerbejdżanie. Pomimo że należał do dwuprocentowej mniejszości azerskiej we w większości kurdyjskim mieście, często podkreślał azerską tożsamość. W wieku 19 lat został powołany do wojska i służył w Zabolu. Po zwolnieniu do cywila, powrócił do rodzinnej prowincji, gdzie ukończył studia lekarskie. W okresie wojny iracko-irańskiej często jeździł na front, gdzie organizował drużyny sanitarne, pracował jako lekarz frontowy, ale też brał udział w walkach. Po wojnie kontynuował edukację, uzyskując specjalizację w chirurgii ogólnej na uniwersytecie medycznym w Tebrizie. Później specjalizował się w szczególności w kardiochirurgii. W 1994 r. został wybrany rektorem swojej macierzystej uczelni i zajmował to stanowisko przez 5 lat. W tym samym 1994 r. stracił żonę i jedno z dzieci w wypadku samochodowym. Od tamtej pory samodzielnie wychowywał pozostałą dwójkę synów oraz córkę i nigdy ponownie się nie ożenił.
Karierę polityczną rozpoczął za prezydentury Mohammada Chatamiego, który mianował go wiceministrem zdrowia w 1999 r. i sprawował swoje obowiązki przez pół roku. Następnie został w 2001 r. mianowany ministrem zdrowia i pełnił tę funkcję przez 4 lata podczas drugiej kadencji Chatamiego. Jego nominacja wywołała rezygnację części konserwatywnych ministrów, m.in. Gholamrezy Ansariego. Później przetrwał jeszcze głosowanie o wotum nieufności, które było związane z brakami leków, taryfami na leki i podróżami zagranicznymi.
Od tego czasu został wybrany do irańskiego parlamentu pięciokrotnie (w kadencjach od VIII do XII), reprezentując okręg Tebriz, a w latach 2016–2020 sprawował funkcję wiceprzewodniczącego parlamentu X kadencji z ramienia frakcji Roztropność i Nadzieja związanej z prezydentem Hasanem Rouhanim. Po protestach w 2009 r. przeciw wynikowi wyborów, w przemowie, skrytykował siły bezpieczeństwa za brutalne postępowanie. W 2013 r. był zgłoszony jako kandydat w wyborach prezydenckich, ale jego kandydaturę wycofano na rzecz Alego Akbara Haszemiego Rafsandżaniego.
Za rządów pragmatycznego prezydenta Rouhaniego mocno popierał porozumienie nuklearne z 2015 r. i często przemawiał w jego sprawie w parlamencie. Znany z poglądów reformistycznych, krytykował działania rządu względem dysydentów. Ponownie ubiegał się o prezydenturę w 2021 r., ale jego kandydaturę odrzuciła Rada Strażników. Krytykował wówczas tę decyzję i domagał się podania jej uzasadnienia. Podczas protestów w 2022 miał możliwość wypowiedzieć się w mediach i zakwestionował wówczas oficjalną wersję śmierci Mahsy Amini, która spowodowała wybuch protestów. Powołując się na swoje wykształcenie medyczne, wezwał do powołania niezależnej komisji do wyjaśnienia przyczyn tego zgonu.
12 czerwca 2024 r. zgłosił się do wyborów prezydenckich, a 20 czerwca zaakceptowała go Rada Strażników. Po zakwalifikowaniu do wyborów, Pezeszkian zyskał poparcie m.in. Mohammada Chatamiego. W pierwszej turze wyborów prezydenckich 28 czerwca 2024 zyskał największe poparcie wśród startujących – zagłosowało na niego 10,41 miliona wyborców (44,36%). W drugiej turze wyborów 5 lipca 2024 zmierzył się z Sa’idem Dżalilim, który w pierwszej turze zdobył 9,47 miliona głosów (40,35%). Drugą turę wyborów wygrał zdobywając 53,3% głosów (jego oponent – 44,3%).
28 lipca 2024 Najwyższy Przywódca ajatollah Ali Chamenei oficjalnie zatwierdził jego wybór. 30 lipca Masud Pezeszkian został zaprzysiężony przed Madżlisem.